# Gent-Wevelgem 2006
De 68ste editie van Gent-Wevelgem vond op 5 april 2006 plaats. De renners moesten een afstand van 210 kilometer overbruggen in goede weersomstandigheden. De start is al enkele jaren niet meer in Gent, maar in Deinze. Thor Hushovd won de wedstrijd, die eindigde in een massasprint. David Kopp en Alessandro Petacchi vergezelden de Noor op het podium.

## Uitslag
| Gent-Wevelgem 2006 (210 kilometer) |                     |                       |          |
| Plaats                             | Naam                | Ploeg                 | Tijd     |
| Winnaar                            | Thor Hushovd        | Crédit Agricole       | 4u53'15" |
| 2                                  | David Kopp          | Gerolsteiner          | z.t.     |
| 3                                  | Alessandro Petacchi | Team Milram           | z.t.     |
| 4                                  | Filippo Pozzato     | Quickstep-Innergetic  | z.t.     |
| 5                                  | George Hincapie     | Discovery Channel     | z.t.     |
| 6                                  | Fabian Cancellara   | Team CSC              | z.t.     |
| 7                                  | Bernhard Eisel      | La Française des Jeux | z.t.     |
| 8                                  | Erki Pütsep         | Ag2r Prévoyance       | z.t.     |
| 9                                  | Allan Davis         | Liberty Seguros       | z.t.     |
| 10                                 | Kurt-Asle Arvesen   | Team CSC              | z.t.     |
|                                    |                     |                       |          |
| 21                                 | Staf Scheirlinckx   | Cofidis               | z.t.     |
| 24                                 | Koen de Kort        | Liberty Seguros       | z.t.     |

1934 · 1935 · 1936 · 1937 · 1938 · 1939 · 1940 · 1941 · 1942 · 1943 · 1944 · 1945 · 1946 · 1947 · 1948 · 1949 · 1950 · 1951 · 1952 · 1953 · 1954 · 1955 · 1956 · 1957 · 1958 · 1959 · 1960 · 1961 · 1962 · 1963 · 1964 · 1965 · 1966 · 1967 · 1968 · 1969 · 1970 · 1971 · 1972 · 1973 · 1974 · 1975 · 1976 · 1977 · 1978 · 1979 · 1980 · 1981 · 1982 · 1983 · 1984 · 1985 · 1986 · 1987 · 1988 · 1989 · 1990 · 1991 · 1992 · 1993 · 1994 · 1995 · 1996 · 1997 · 1998 · 1999 · 2000 · 2001 · 2002 · 2003 · 2004 · 2005 · 2006 · 2007 · 2008 · 2009 · 2010 · 2011 · 2012 · 2013 · 2014 · 2015 · 2016 · 2017 · 2018 · 2019 · 2020 · 2021 · 2022 · 2023 · 2024
Lijst van beklimmingen
 Parijs-Nice · 
 Tirreno-Adriatico · 
 Milaan-San Remo · 
 Ronde van Vlaanderen · 
 Gent-Wevelgem · 
 Ronde van het Baskenland · 
 Parijs-Roubaix · 
 Amstel Gold Race · 
 Waalse Pijl · 
 Luik-Bastenaken-Luik · 
 Ronde van Romandië · 
 Ronde van Catalonië · 
 Ronde van Italië · 
 Critérium du Dauphiné Libéré · 
 Ronde van Zwitserland · 
 Ploegentijdrit Eindhoven · 
 Ronde van Frankrijk · 
 Vattenfall Cyclassics · 
 Ronde van Duitsland · 
 Clásica San Sebastián · 
  ENECO Tour · 
 Ronde van Spanje · 
 GP Ouest-France-Plouay · 
 Ronde van Polen · 
 Kampioenschap van Zürich · 
 Parijs-Tours · 
 Ronde van Lombardije